# Det Norske Solistkor
Det Norske Solistkor är en norsk professionell kör, bildad 1950 av tonsättaren Knut Nystedt, i samarbete med Kåre Siem.  
Målet var att etablera ett unikt forum för norska sångare med höga konstnärliga abitioner.  De första medlemmarna var alla sångare som gjort sin professionella debut.  Kören har haft två dirigenter, Knut Nystedt (1950-1990) och Grete Pedersen (sedan 1990).  
Det Norske Solistkor anställer professionella sångare på frilansbasis. Det diskuteras om kören bör få en roll som Norges första heltidsarbetande professionella kör - hur och när detta kan bli verklighet.   
Kören har gjort över 200 uruppföranden med mer än 70 verk av norska tonsättare, speciellt Knut Nystedt. Under Nystedts ledning turnerade kören i Tyskland, Frankrike och USA. Ett besök i Japan, Korea, Hongkong och Thailand 1978 följdes av konserter i Kina (1982) och Israel (1984 och 1988).
Besättningen er i dag 26 sångare, men antalet varierar beroende på repertoar, och kören gör således också konserter med mindre besättning. 
I september 2005 hedrade de sin grundare, Knut Nystedt, på hans 90-årsdag, och genomförde en miniturné till Sverige (oktober 2005) för att hedra Dag Hammarskjölds minne med två verk av Edvin Østergaard och Eskil Hemberg, samt tre verk av Knut Nystedt och Arne Nordheim.
Det Norske Solistkor tilldelades Gammleng-prisen 2012 i klassen "Kunstmusikk".
Diskografin omfattar ett 30-tal utgåvor.